# لوسيا منديز
لوسيا منديز (بالإنجليزية: Lucía Méndez)‏ ممثلة ومغنية وسيدة أعمال مكسيكية-أمريكية من مواليد (ليون، غواناخواتو، المكسيك) في 26 يناير 1955.
بدات حياتها الفنية كممثلة ومغنية في بداية السبعينات ولا تزال حتى وقتنا الحاضر من أشهر نجوم الغناء والتمثيل المكسيكي، ذاعت شهرتها في العالم العربي بعدما عرض مسلسل أنت أو لا أحد المدبلج للغة العربية عام 1985.

## حياتها الفنية

### بداياتها
ولدت لوسيا ليتيسيا مينديز بيريز في 26 يناير 1955 بمدينة ليون، في ولاية غواناخواتو، المكسيك. بدأت حياتها المهنية عام 1972 عندما شاركت بمسابقة للجمال اجرتها صحيفة شهيرة جدا في مكسيكو سيتي تسمى "إل هيرالدو"، وفازت لوسيا منديز باللقب. ثم ظهرت في عدد من الأفلام خلال فترة السبعينات، مع أساطير نجوم السينما المكسيكية أمثال أنتوني كوين ودولوريس ديل ريو وغيرههم من النجوم، وبحلول عام 1978 وبفضل مسلسلها (ڤيڤيانا) الذي عرض على قناة النجوم، أصبحت نجمة لوسيا معروفة في جميع أنحاء المكسيك وبقية أميركا اللاتينية، وذاعت شهرة مسلسلها جميع أنحاء العالم، خصوصاً في إسبانيا وإيطاليا وفرنسا.

### مسلسلاتها
استمر نجاحها بفضل نجاح مسلسلها (كولورينا) عام 1980. ومن ثم ڤانيسا 1982، وأنت أو لا أحد 1985، وظهرت في دور مزدوج في مسلسل (El Extraño Retorno de Diana Salazar) عام 1988، ومن ثم ظهرت في (Amor de Nadie) عام 1990، وفي عام 1992 قامت بدور الفتاة الكوبية في المنفى ماريا إيلينا ى الذي يعد من أنجح مسلسلاتها على الإطلاق.
ومن مسلسلاتها الأخرى: (Señora Tentacion) عام 1994، و (Tres Veces Sofía) عام 1998، و (Golpe Bajo) عام 2000.

### افلامها
شاركت في عدة افلام مثل (El Ministro y yo) عام 1975 مع كانتنفلاس، (Más negro que la noche) عام 1976، (La Ilegal) عام 1979، (Los Renglones Torcidos de Dios) عام 1981، (El Maleficio) عام 1985. ويبلغ مجموع افلامها ما يقارب 14 فيلم.

### الغناء
في عالم الموسيقى مينديز سجلت لوسيا مينديز أول ألبوماتها عام 1975 مع الملحن خوان غابرييل، ومن ثم سجلت ما لا يقل عن خمسة ألبومات مع غابرييل، من أصل 25 ألبوم موسيقي، حققت فيها نجاحا كبيرا. واصدرت آخر البوماتها عام 2015 بعنوان (Bailan).

## الجوائز
لوسيا هي واحدة من النجوم التي لها مسيرة فريدة من نوعها في المكسيك والتي لها أعمال سواءاً في السينما أوالموسيقى أوالتلفزيون. التي جعلتها أحد رموزها الدولية.
وتعد لوسيا أول فنان لاتينية وضع لها تمثال من الشمع في متحف الشمع في هوليوود، ورشحت مرتين لجوائز جرامي، وحصلت على جائزة ACE من قبل النقاد بنيويورك.
ولها جوائز أخرى مثل تقويم الازتيك، ومطربة العام والفنان الأكثر شعبية. وفي عام 1988 منحت جائزة السيد أميغو في براونزفيل (تكساس). كأفضل ممثلة عن فيلم (الرجل الذي لا يعرف أحد).
كما حصلت على جائزة السعفة الذهبية نظرا لمسيرتها الناجحة كمغنية. وفي الولايات المتحدة تم منحها مفاتيح الكثير من الولايات.

## وصلات خارجية
- الموقع الرسمي
- لوسيا منديز على موقع IMDb (الإنجليزية)
- لوسيا منديز على موقع ميوزك برينز (الإنجليزية)
- لوسيا منديز على موقع أول ميوزيك (الإنجليزية)
- لوسيا منديز على موقع ديسكوغز (الإنجليزية)
- لوسيا منديز على موقع قاعدة بيانات الفيلم (الإنجليزية)